# Кавус ибн Харахурух
Ка́вус ибн Хараху́рух, также известный как Ка́вус ибн Карабу́гра — афшин княжества Уструшана IX века. Он был сыном и преемником Харахуруха, а его сын Хайдар стал главнокомандующим аббасидской армии.

## Биография
Кавус впервые упоминается около 802 года, когда аббасидский принц аль-Мамун совершил несколько кампаний против Усртушаны (Согдианы), чтобы гарантировать, что Кавус не предаст его. Однако, когда аль-Мамун взошел на трон Аббасидов в 813 году, Кавус провозгласил независимость от халифата Аббасидов. В 818 году в Уструшане завязалась гражданская война между несколькими князьями. Кавусу удалось выйти победителем, а его сын Хайдар бежал ко двору Аббасидов в Багдаде. У Кавуса был так же второй сын Фадль, который был против арабов и соперничал с Хайдаром, который был на стороне Аббасидов.
В 822 году армия Аббасидов под командованием Ахмада ибн Аби Халида аль-Ахвала завоевала Усртушану и захватила Кавуса ибн Харахуруха. Его отправили в Багдад, где он подчинился халифу и принял ислам. С этого момента Усртушана обычно считалась частью государства Аббасидов, хотя афшинам было разрешено иметь свой контроль над регионом как подданным халифа. Кавус умер через некоторое время, и его наследником был его сын Хайдар.